# Ra’ad (Marschflugkörper)
Der Ra’ad ALCM (Urdu رعد; Ra’ad bedeutet Donner im Arabischen) ist ein luftgestützter Marschflugkörper aus pakistanischer Entwicklung. Er wird von verschiedenen Waffenplattformen der pakistanischen Luftstreitkräfte verwendet.

## Entwicklung
Nach dem erfolgreichen Test des ersten pakistanischen Marschflugkörpers Babur im Jahre 2005 wurde der Ra’ad ursprünglich als Modifikation dessen, um von Flugzeugen aus einsetzbar zu sein, geplant. Wie aber auch die offizielle Bezeichnung Hatf VIII (der Babur läuft unter Hatf VII) und der neue Name zeigen, wurde schlussendlich eine neue Waffe entwickelt. Der erste erfolgreiche Test fand am 25. August 2007 statt, der erste Abschuss von einem Flugzeug (eine Dassault Mirage III ROSE) am 8. Mai 2008.

## Technische Eigenschaften
Das Flugwerk ist durch die Formgebung und die Materialauswahl dahingehend ausgelegt, dass die Aufspürbarkeit per Radar verringert wird (Tarnkappentechnik). Somit ist die Wahrscheinlichkeit, stark verteidigte Ziele wie gegnerische Befehlsposten, Radarstellungen und stationäre Luftabwehreinrichtungen treffen zu können, erhöht. Bei einer Reichweite von 350 Kilometern hat die Waffe eine „sehr hohe Genauigkeit“ nach offiziellen Quellen. Auch gegen Schiffe soll er einsetzbar sein.
Obwohl der Flugkörper in Tests von einer Mirage III gestartet wurde, sind für die normale operative Verwendung andere Plattformen, insbesondere die JF-17, vorgesehen.